# Louise Colet

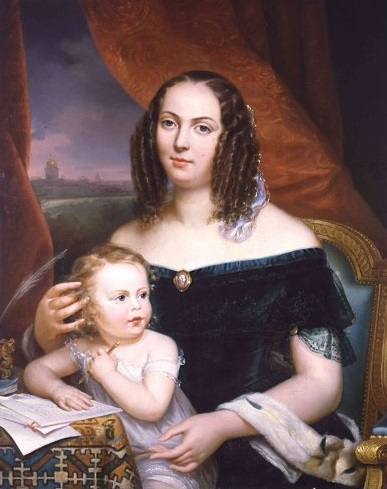
Portret van Louise Colet met haar dochter Henriette in 1842, door Adèle Grasset

Louise Colet (geboortenaam Révoil de Servannes) (Aix-en-Provence, 15 september 1810 – Parijs, 8 maart 1876) was een Franse dichter en schrijver.

## Levensloop
Om te ontsnappen aan haar provinciale leven en om in Parijs te wonen, trouwde Louise Révoil op ongeveer twintigjarige leeftijd met de musicus Hippolyte-Raymond Colet. In Parijs begon Colet met het publiceren van haar gedichten. Al snel ontving zij daarvoor een prijs van 2000 Frank van de Académie Française. Dit was de eerste van de vier prijzen die zij in de wacht zou slepen. In haar literaire salon aan de rue Bréda ontving zij vele van haar tijdgenoten uit de Parijse literaire wereld, zoals Victor Hugo, Alfred de Musset, Alfred de Vigny, Charles Baudelaire, maar ook verscheidene schilders en politici.
In 1840 bracht zij haar dochter Henriette ter wereld, maar noch haar man Hippolyte Colet, noch haar minnaar de filosoof Victor Cousin erkende het kind. Journalist Alphonse Karr deed in een pamflet onthullingen over het overspel. De woedende Louise Colet viel hem daarop met een keukenmes aan en stak hem in zijn rug. Karr hield hier slechts wat schrammen aan over en zag er, tot grote opluchting van Cousin, van af om aangifte te doen. Het mes plaatste Karr op een étagère, met het label "Donné par Madame Louise Colet (Dans le dos)" [Gegeven door Madame Louise Colet (In mijn rug)]. Colet werd in 1846 de minnares van de schrijver Gustave Flaubert (toen nog onbekend bij het publiek). De relatie duurde tot 1855. Haar echtgenoot verliet ze in 1847.
In 1844 publiceerde Colet een vertaling van een bloemlezing van het werk van Tommasso Campanella. In de jaren 1840 en 1850 werden haar werken meerdere malen bekroond met prestigieuze literaire prijzen, in het bijzonder met de prijs van de Académie Française.
Colet was naast feministe ook republikeins en antiklerikaal. Ze verwelkomde de Februarirevolutie (1848) en de Commune van Parijs (1871).
Na de dood van haar echtgenoot op 21 april 1851 te Parijs overleefden Colet en haar dochter dankzij haar schrijfwerk en dankzij de hulp van Cousin. Colet werd na haar dood op 8 maart 1876 begraven in Verneuil-sur-Avre (departement Eure).

## Nalatenschap
Hoewel zij in haar tijd een zekere persoonlijke roem en literair succes genoot, wordt het werk van Colet vanaf de 20e eeuw steeds minder gelezen; zo wordt ze vaak niet meer in de literatuurgeschiedenisboeken genoemd. Haar gecompliceerde breuk met Gustave Flaubert in 1856 had daar ook mee te maken. Flaubert maakte vanaf toen het werk van zijn voormalig maîtresse zwart en werd daarbij aangemoedigd door onder anderen Victor Hugo. Aan het begin van de 21e eeuw ontstond een hernieuwde interesse voor Colets werk en zonderlinge persoonlijkheid. Enkele romans, zoals Un drame dans la rue de Rivoli en Une Histoire de soldat, werden door de Franse uitgeverij Archipoche opnieuw uitgegeven.
Op 26 mei 2014 besloot het gemeentebestuur van Grenoble een nieuw plein in de wijk Vigny-Musset naar Colet te vernoemen: Square Louise Colet.
Het Musée Calvet te Avignon beschikt over een deel van de nalatenschap van Louise Colet, waaronder een bronzen medaillon van Franz Woltreck (1800–1847), en een bronzen medaillon van Hippolyte Ferrat, een replica van de medaillon op het graf van haar echtgenoot op het Cimetière de Montmartre te Parijs.

## Belangrijkste werken
- Fleurs du midi (1836)
- Penserosa (1839)
- Le musée de Versailles (1839) (prijs van de Académie française)
- La Jeunesse de Goethe (1839)
- Les Funérailles de Napoléon (1840)
- La Jeunesse de Mirabeau (1841)
- Les Cœurs brisés (1843)
- Le Monument de Molière (1843) (prijs van de Académie française)
- Deux femmes célèbres (1847)
- La colonie de Mettray (1852) (prijs van de Académie française)
- L’Acropole d’Athènes (1854) (prijs van de Académie française)
- Une Histoire de soldat (1856)
- Un drame dans la rue de Rivoli (1857)
- Lui (1858)
- L'Italie des Italiens (4 delen) (1862)
- Les derniers marquis gevolgd door Deux mois aux Pyrénées (1866)

## Vertalingen
- Tommaso Campanella, bloemlezing van brieven, gedichten en La Cité du Soleil (1844). In 1998 heruitgegeven door uitgeverij Ressouvenances.

- Biblioteca Nacional de España: XX1229582
- Bibliothèque nationale de France: cb123502743 (data)
- CiNii: DA01989408
- Digitale Bibliotheek voor de Nederlandse Letteren: cole032
- Gemeinsame Normdatei: 118669729
- International Standard Name Identifier: 0000 0001 0905 7116
- Library of Congress Control Number: n50029096
- MusicBrainz: 32c556fe-5867-4e70-a2cd-63a2ec8e1a79
- Nationale Bibliotheek van Tsjechië: xx0209683
- Nationale bibliotheek van Australië: 35220951
- Nationale Bibliotheek van Israël: 987007278796605171
- Nederlandse Thesaurus van Auteursnamen: 069490465
- Istituto Centrale per il Catalogo Unico: CFIV121503
- LIBRIS: 326420
- SNAC: w65b043t
- Système universitaire de documentation: 03248089X
- Trove: 870910
- Virtual International Authority File: 59159180
- WorldCat: E39PBJhMhVqH4X6bRpKqwyK68C